# Трокмортон, Келвин
Келвин Трокмортон (англ. Calvin Throckmorton; 16 августа 1996, Белвью, Вашингтон) — профессиональный футболист, выступающий на позиции гарда в клубе НФЛ «Нью-Орлеан Сэйнтс». На студенческом уровне играл за команду Орегонского университета.

## Биография
Келвин Трокмортон родился 16 августа 1996 года в Белвью в штате Вашингтон. Он учился в старшей школе Ньюпорт, в составе её футбольной команды играл на позиции тэкла защиты. Дважды его признавали лучшим линейным года в лиге, по итогам сезона 2014 года он вошёл в сборную звёзд штата по версии Associated Press. На момент окончания школы Трокмортон входил в десятку лучших молодых игроков Вашингтона по версиям ESPN, Rivals и 247Sports. Он получил более десятка предложений спортивной стипендии и сделал выбор в пользу Орегонского университета.

### Любительская карьера
В университете он сменил амплуа и перешёл в линию нападения. Сезон 2015 года Трокмортон провёл в статусе освобождённого игрока, тренируясь с командой, но не участвуя в матчах. Во втором сезоне он занял место стартового правого тэкла, приняв участие в двенадцати играх команды. На поле он провёл 853 розыгрыша, допустив всего одно нарушение правил и пропустив два сэка. По оценкам сайта Pro Football Focus Трокмортон занял двенадцатое место среди тэклов нападения в конференции Pac-12. Выносное нападение команды благодаря успешной игре линии стало вторым по эффективности в конференции.
В 2016 году Трокмортон сыграл тринадцать матчей: десять на месте правого тэкла и три правым гардом. За 937 проведённых на поле розыгрышей он не пропустил ни одного сэка и стал четвёртым тэклом конференции по оценкам Pro Football Focus. В сезоне 2017 года Трокмортон сыграл в тринадцати матчах и стал единственным линейным в дивизионе FBS, сыгравшим на четырёх разных позициях: правым и левым тэклом, правым гардом и центром. В шести матчах он был капитаном команды. По итогам сезона он вошёл в сборную звёзд конференции по версиям Associated Press и Pro Football Focus. По оценкам PFF Трокмортон стал лучшим линейным нападения в Pac-12.
Сезон 2019 года он провёл на позиции правого тэкла, сыграв в четырнадцати матчах. На поле Трокмортон провёл 935 снэпов, не позволив сопернику сделать ни одного сэка и допустив только девять давлений на квотербека. Второй год подряд он вошёл в сборную звёзд конференции по двум версиям. В начале 2020 года его пригласили для участия в матче всех звёзд выпускников колледжей и на показательные тренировки для скаутов клубов НФЛ в Индианаполисе.

### Профессиональная карьера
Перед драфтом НФЛ 2020 года к плюсам Трокмортона относили его универсальность, высокую эффективность блоков при защите паса и большой опыт игры в стартовом составе. Аналитик сайта НФЛ Лэнс Зирлейн отметил, что он обладает хорошей техникой, но не лишён недостатков. Несмотря на ряд преимуществ и успешную карьеру в колледже, на драфте Трокмортон выбран не был. Обозреватель Pro Football Focus Бен Линси связал это с очень плохими результатами во время показательных тренировок, где игрок показал низкий уровень атлетизма. Это же могло стать причиной того, что клубы лиги были готовы рассматривать его только в роли центра.
После драфта Трокмортон в статусе свободного агента подписал контракт с клубом «Нью-Орлеан Сэйнтс». Зарплата игрока составила 110 тысяч долларов. Сезон 2020 года он провёл в тренировочном составе клуба. Его дебют в НФЛ состоялся на первой игровой неделе сезона 2021 года, когда Трокмортон заменил на позиции правого гарда Сесара Руиса, переведённого на место центра.